# ماکسیمیلیان اوسینسکی
ماکسیمیلیان اوسینسکی (انگلیسی: Maximilian Osinski؛ زادهٔ ۱ آوریل ۱۹۸۴) بازیگر اهل اتریش است. او در یک اردوگاه پناه‌جویان در اتریش از پدر و مادری لهستانی به‌دنیا آمد که در سال ۱۹۸۴ از خانه خود در شچچین در لهستان به مقصد ایالات متحده آمریکا فرار کردند. او در شیکاگو بزرگ شد و در سال ۲۰۰۶ مدرک کارشناسی هنرهای زیبا را از دانشگاه سیراکیوس دریافت نمود. وی در سریال تد لاسو نقش مهاجم فوتبال «زاوا» را ایفا کرده است.
از فیلم‌ها یا مجموعه‌های تلویزیونی که وی در آن‌ها نقش داشته‌است، می‌توان به سر وقت، مردمی شبیه ما، کی-۱۱، سگ تازی، تد لاسو، مک‌گیور، نیو آمستردام، بی‌شرم، آخرین کشتی و مأموران شیلد اشاره نمود.